# Uichiro Hatta
Uichiro Hatta (japanska: 八田 卯一郎), född 10 september 1903 i Osaka, död 20 april 1989, var en japansk fotbollsspelare.